# جارگالانت (بایان‌خونگور)
جارگالانت (به لاتین: Jargalant) یک منطقهٔ مسکونی در مغولستان است که در استان بایان‌خونگور واقع شده‌است. جارگالانت ۴٬۱۷۵ کیلومتر مربع مساحت دارد.